# Demansia reticulata
Demansia reticulata là một loài rắn trong họ Rắn hổ. Loài này được Gray mô tả khoa học đầu tiên năm 1842 dưới danh pháp Lycodon reticulatus.
Wallach et al. (2014) liệt kê Demansia psammophis cupreiceps (Storr, 1978) như là đồng nghĩa của D. reticulata chứ không phải của D. psammophis.